# Сфактерия
Сфактерия (гр. Σφακτηρία, новогръцко произношение Сфактирия) е името на малък гръцки остров в Йонийско море. Островът има продълговата форма и затваря почти изцяло Пилоския залив.
През 425 пр.н.е., по време на Пелопонеската война, там се е разиграла Битката при Сфактерия между Атина и Спарта. (текст Архив на оригинала от 2016-03-03 в Wayback Machine.). В по-ново време, 1827 г., по време на гръцката война за независимост (от Османската империя) залива е място на Наваринското сражение.
- Снимка Архив на оригинала от 2006-03-27 в Wayback Machine.